# Bandeng
Bandeng (kinesiska: 板凳乡, 板凳) är en socken i Kina. Den ligger i provinsen Sichuan, i den sydvästra delen av landet, omkring 360 kilometer nordost om provinshuvudstaden Chengdu. Antalet invånare är 7 049. Befolkningen består av 3 311 kvinnor och 3 738 män. Barn under 15 år utgör 21,0 %, vuxna 15-64 år 69 %, och äldre över 65 år 8,0 %.
Genomsnittlig årsnederbörd är 1 409 millimeter. Den regnigaste månaden är juli, med i genomsnitt 293 mm nederbörd, och den torraste är december, med 5 mm nederbörd.